# Fabien Horth
Fabien Horth, né le 20 juillet 1985 à Saint-Mandé, est un nageur français.

## Carrière
Aux Championnats d'Europe juniors de natation 2003 à Glasgow, Fabien Horth remporte la médaille d'or du 4x100 mètres nage libre.
Il est médaillé de bronze du relais 4x200 mètres nage libre aux Championnats d'Europe de natation 2004 à Madrid.
Il est sacré champion de France du 200 mètres quatre nages en 2009 à Montpellier.
En petit bassin, il est sacré champion de France du 200 mètres quatre nages en 2007 à Nîmes et en 2009 à Chartres.